# Neuza de Souza
Neuza Maria Santos de Souza (Resende, RJ, 27 de abril de 1952) é uma jornalista, professora e escritora com mais de trinta livros publicados nas modalidades poesia, infanto-juvenil, conto, romance e livro-Reportagem.

## Biografia
Poetisa de grande sensibilidade, seu primeiro livro "Traços de Mulher" foi lançado em 1991 e, segundo o escritor e crítico literário Artêmio Zanon, "são versos de uma força vital a fazer inveja a muito escritor-poeta, seja ele consagrado ou iniciante".
Na literatura infanto-juvenil estreou com dois livros "A Festa do Rei" e o "Dentinho Travesso" na 15ª Bienal Internacional do Livro (1998) que ocorreu na Expo Center Norte de São Paulo. Dos livros lançados com selo da Litteris Editora,o "Dentinho Travesso" concorreu a quatro categoria de prêmios (Acervo Bolonha; Acervo Básico; Altamente Recomendável e Prêmio Fundação Nacional do Livro Infantil e Juvenil) na Fundação Nacional do Livro Infantil e Juvenil da Biblioteca Nacional (Carta de recebimento dos livros indicados aos prêmios datada de 30 de outubro de 1998 da Fund. Nacional do Livro Infantil e Juvenil). Desde então a autora passou a integrar a Lista Oficial de Escritores Nacionais, da Câmara Nacional do Livro de São Paulo. Seu livro mais recente "Sob o Luar de Agosto" foi lançado em Janeiro de 2010 sob o selo da Quártica editora e trás doze contos inéditos, onde a autora transita entre o drama e o humor.

## Obras
- Traços de Mulher (poesia e pensamento) - 1991
- Nuances do Pensamento (poesia e conto) - 1992
- 23 livros antológicos publicados (poesias e contos)
- A Festa do Rei e Dentinho Travesso (infanto-juvenil) - 1998
- Verde Amarelo (poesia) - 2000
- Laços e Entrelaços (poesia) - 2001
- A Bruxinha Invertida (infanto-juvenil) - 2002
- Por onde a saudade Caminha (poesia) - 2003
- Ato-Fênix (livro-Reportagem) - 2006
- Sob o Luar de Agosto (conto) - 2009